# Stortjärnen (Jättendals socken, Hälsingland)
Stortjärnen är en sjö i Nordanstigs kommun i Hälsingland och ingår i Gnarpsån-Harmångersåns kustområde.